# Luís de Camões
Œuvres principales
- Les Lusiades (1572)

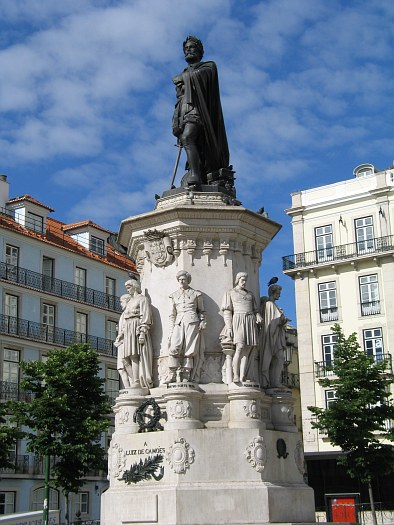
Monument à Camões, Lisbonne.

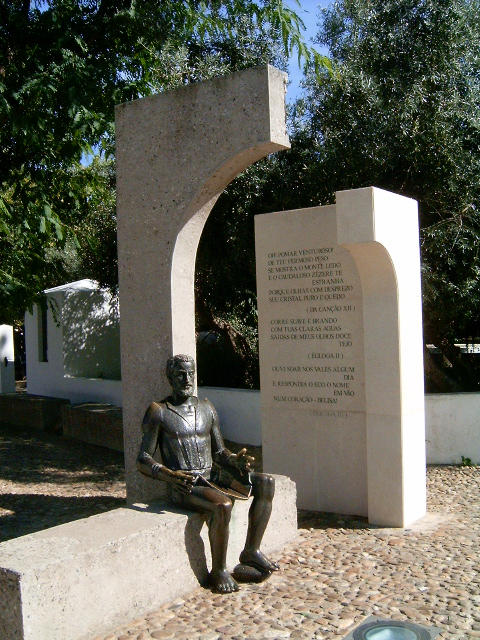
Statue à son effigie.

Luís Vaz de Camões, dit « le Camoëns », né vers 1525 et mort le 10 juin 1580 à Lisbonne, est un poète portugais.
Auteur de poèmes dans la tradition médiévale (redondilhas) ou pastorale, de sonnets inspirés de la Renaissance italienne, et particulièrement de l'épopée nationale des Lusiades (en 1572 mais peut-être déjà achevée en 1556), le Camoëns est considéré comme le plus grand poète du Portugal et fait l’objet d’un culte de la part du peuple portugais en général, et des gens de lettres en particulier, à tel point que le jour de sa mort est devenu la fête nationale portugaise, en commémoration du poète. L’épopée des Lusiades est associée au renforcement du sentiment national portugais et a contribué à son essor. Son œuvre peut être comparée à celles de géants littéraires emblématiques d’une nation tels qu’Homère, Virgile, Dante, Rabelais, Cervantès, Shakespeare, Goethe ou Whitman.

## Origines et jeunesse
La date et le lieu de sa naissance sont incertains, mais on estime qu’il est né aux environs de 1525, d’une famille d’origine galicienne d'abord fixée à Chaves, à Vilar de Nantes, et ensuite à Coimbra, puis Lisbonne.
Son père était Simão Vaz de Camões et sa mère Ana de Sá Macedo. Par son père il serait descendant du troubadour galicien Vasco Pires de Camões, par sa mère, apparenté au navigateur Vasco da Gama.
Entre 1542 et 1545, il vécut à Lisbonne, délaissant les études pour fréquenter la cour de dom João III, où il se fit une renommée de poète. Il passe quelque temps à Coimbra où il dut avoir suivi les humanités, peut-être au monastère de Santa Cruz, où il avait un oncle prêtre, Dom Bento de Camões. Cependant il n'a été retrouvé aucune trace d’un passage du poète à Coimbra, mais la culture raffinée qui ressort de ses écrits fait de la seule université du Portugal en ce temps-là l’endroit où il est le plus probable qu’il ait étudié.
Lié à la maison du comte de Linhares, dom Francisco de Noronha, et peut-être précepteur de son fils dom António, il le suivit à Ceuta en 1549 où il resta jusqu’en 1551. Durant cette aventure militaire, une flèche l'éborgna, comme le rappelle l’élégie Aquela que de amor descomedido : 
[…]

Passant la longue mer, qui tant de fois

Menace me fut de la vie chère ;

Maintenant expérimentant la rare

Furie de Mars qui sans attendre

Dans les yeux voulut que je visse

Et [Qui ?] touchât son fruit acerbe,

Et dans ce mien écu

La peinture se verra de son infection[réf. nécessaire].
De retour à Lisbonne, il ne tarde pas à renouer avec la vie de bohème. On lui prête plusieurs amours, non seulement avec des dames de la cour, mais aussi selon la légende avec l’Infante Marie, fille du roi Manuel Ier. Il serait tombé en disgrâce, au point d’être exilé à Constáncia. Il n’existe, cependant, pas le moindre fondement documentaire de cette histoire. Une autre légende lui attribue une vive passion pour une grande dame, la comtesse de Linhares, D. Violante de Andrade, ce qui l'aurait fait exiler à Constancia. Il est en revanche certain que le jour du « Corpo de Deus » (Corps de Dieu) de 1552, il blessa au cours d’un combat un certain Gonçalo Borges. Arrêté, il fut libéré par lettre royale de rémission le 7 mars 1553, et s’embarqua pour servir aux Indes dans la flotte de Fernão Álvares Cabral (pt), le 24 du même mois.

## Orient
Il resta quelque temps à Goa, puis fut exilé en 1556 à Macao, pour avoir censuré le vice-roi dans une satire. Ce serait là, dans une grotte qui porte aujourd'hui son nom, qu'il composa le poème qui l’a immortalisé, Les Lusiades (ou Os Lusíadas), où il chante la gloire des Portugais (en latin Lusitani), les exploits et les découvertes de Vasco de Gama. Au bout de cinq ans, rappelé de son exil, assailli par une tempête, il fit naufrage sur les côtes de la Cochinchine en retournant à Goa : 
Tu vois, par le Cambodge, le fleuve Mékong,

(...)

Celui-là recevra, placide et large,

Dans ses bras les Chants humides

Du triste et misérable naufrage,

Échappés des bas fonds tourmentés,

De la faim, des grands périls, quand

L'injuste commandement sera exécuté,

Sur celui dont la lyre sonore

Sera plus fameuse que fortunée.
— Les Lusiades, Chant X, 127
Dans ce désastre, sauvant de manière héroïque le manuscrit de son poème déjà bien avancé, sa compagne Dinamene célébrée dans de nombreux poèmes serait morte.
De retour à Goa, avant août 1560, il demanda la protection du Vice-Roi Dom Constantin de Bragance dans un long poème octosyllabique. Emprisonné pour dettes, il adressa une supplique en vers à son nouveau Vice-Roi, Dom Francisco Coutinho, pour sa libération.
En 1568 il retourna au Royaume, et fit escale dans l'île de Mozambique, où, deux ans plus tard, le chroniqueur Diogo do Couto, son ami, le rencontra comme il le racontera dans ses Décades (8e), ajoutant que le poète était « si pauvre qu'il vivait des amis ». Il travaillait alors à la révision de son poème, et dans la composition du « Parnasse de Luis de Camões », avec poésie, philosophie et autres sciences », œuvre volée et jamais retrouvée.
Diogo do Couto lui paya le reste du voyage jusqu'à Lisbonne, où Camões arriva en 1570.
C'est en 1572 qu'il publia Les Lusiades.
Il dédia son épopée au jeune roi Sébastien Ier qui lui accorda une petite pension qui lui permettrait de vivre, modestement, et 6 ans plus tard, à Lisbonne il assista au départ de l'armée du Portugal, avec en tête son propre roi Sébastien, pour le Maroc.
Il avait proposé d'être le chantre de cette guerre africaine mais Diogo Bernardes lui fut préféré. Cette expédition fut un désastre connu comme la bataille des Trois Rois, ou d'Alcacèr Quibir Ksar El Kébir. Sébastien y trouva la mort ainsi que la fine fleur de la jeunesse portugaise. Après quoi quelques années plus tard le Portugal allait être rattaché à la couronne espagnole d'où allait naître le mythe du retour du roi Sébastien (sébastianisme), par « une nuit de brume pour rendre au Portugal sa grandeur passée ».
C'est alors que mourut Luis de Camões, cette même année 1580, peut-être dans une maison de Santana, à Lisbonne, ou bien misérablement dans un hôpital, c'est selon, et avec lui l'âge d'or du Portugal, que son poème épique avait si bien chanté. Il aurait eu selon Almeida Garrett, ces derniers mots : « Avec moi meurt le Portugal. »

Et Miguel Torga ajoute en épitaphe : 
Luís Vaz de Camões.

Infortuné poète et tutélaire.

Fit le Miracle de ressusciter

La Patrie où il est né.

Quant, voyant, il la vit

Sur le chemin de la noire sépulture,

Dans un poème d'amour et d'aventure

Il lui donna la vie

Perdue.

Et maintenant,

En cette seconde heure

De tristesse vile,

Immortel,

C'est encore lui l'unique certitude

Du Portugal.

## Les Lusiadeset l’œuvre lyrique

### Quelques œuvres
Outre les Lusiades, Camoëns a composé des odes, des élégies, des sonnets, des satires et quelques tragédies.
Le sonnet Com que voz... a été un succès du répertoire de fado chanté par Amalia Rodrigues sur une musique d'Alain Oulman.

### Publications anciennes
Les premières éditions des Lusiades au XIXe siècle sont celles :
- de José Maria de Souza Botelho, Paris, 1817 et 1819
- de Francisco Freire de Carvalho, Lisbonne, 1843.

Ce poème a été plusieurs fois traduit en français, notamment :
- en prose par Jean-Baptiste-Joseph Millié, Paris, 1825, 2 vol. in-8, et par Ortaire Fournier et Desaules, 1841, in-12
- en vers, par François Ragon, 1842, in-8.
- par Roger Bismut, avant-propos de Pierre Hourcade, préface de Hernâni Cidade, illustrations de Francis Rieul Arnaud. [Lisbonne], Institut français du Portugal / [Paris], Éditions Les Belles Lettres (1954) Collection portugaise
- par Roger Bismut, préface d’Eduardo Lourenço, édition bilingue Robert Laffont (1996) Collection Bouquins.

## Œuvres

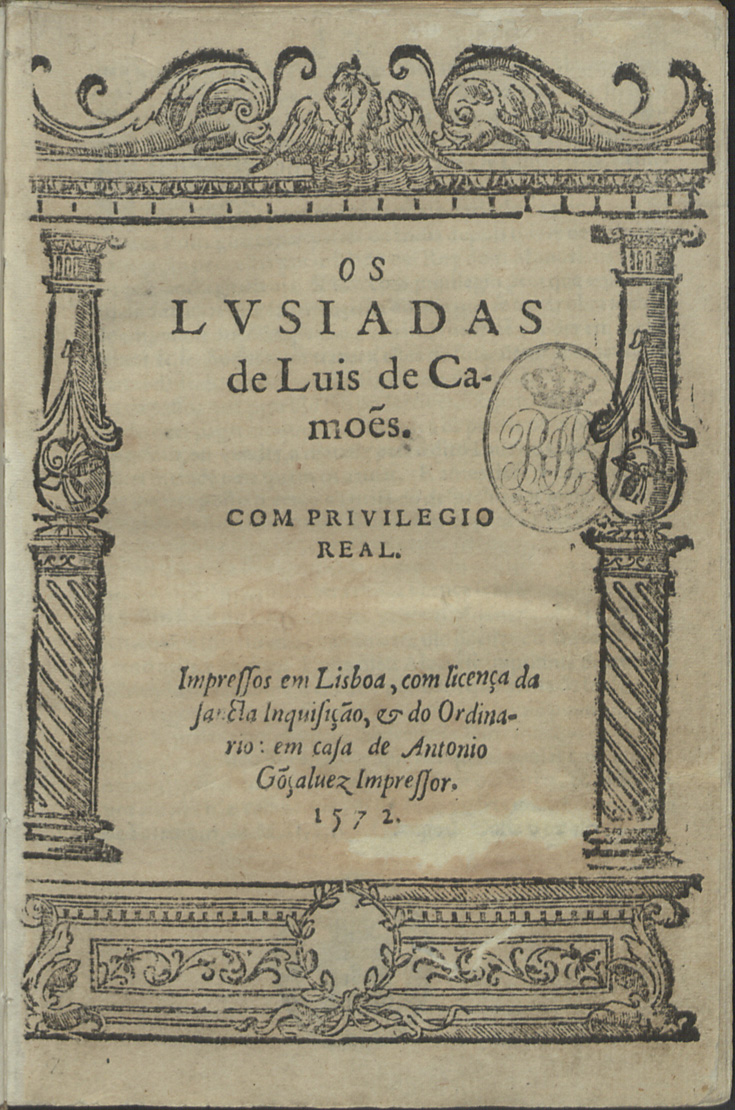
Page de titre de l’édition de 1572 des Lusiades

- Les Lusiades

### Sonnets
- Alegres campos, verdes arvoredos…
- Alma minha gentil, que te partiste…
- Amor, co'a esperança já perdida…
- Amor é fogo que arde sem se ver
- Apartava-se Nise de Montano…
- Apolo e as nove Musas, descantando…
- Aquela triste e leda madrugada…
- Busque Amor novas artes, novo engenho…
- Cara minha inimiga, em cuja mão…
- Como fizeste, Pórcia, tal ferida?…
- Dai-me uma lei, Senhora, de querer-vos…
- De tão divino acento e voz humana…
- De vós me aparto, ó Vida! Em tal mudança…
- Debaixo desta pedra está metido…
- Doces lembranças da passada glória…
- Em fermosa Leteia se confia…
- Em flor vos arrancou de então crescida…
- Enquanto quis Fortuna que tivesse…
- Está o lascivo e doce passarinho…
- Está-se a Primavera trasladando…
- Eu cantarei de amor tão docemente…
- Fermosos olhos que na idade nossa…
- Grão tempo há já que soube da Ventura…
- Lembranças saudosas, se cuidais…
- Lindo e sutil trançado, que ficaste…
- Males, que contra mim vos conjurastes…
- Mudam-se os tempos, mudam-se as vontades…
- Náiades, vós, que os rios habitais…
- Não passes, caminhante! –Quem me chama?…
- Num bosque que das Ninfas se habitava…
- Num jardim adornado de verdura…
- O cisne, quando sente ser chegada…
- O fogo que na branda cera ardia…
- Oh! Como se me alonga de ano em ano…
- Os reinos e os impérios poderosos…
- Passo por meus trabalhos tão isento…
- Pede o desejo, Dama, que vos veja…
- Pelos extremos raros que mostrou…
- Pois meus olhos não cansam de chorar…
- Porque quereis, Senhora, que ofereça…
- Quando da bela vista e doce riso…
- Quando o Sol encoberto vai mostrando…
- Quando vejo que meu destino ordena…
- Quantas vezes do fuso s'esquecia…
- Que vençais no Oriente tantos reis…
- Quem jaz no grão sepulcro, que descreve…
- Quem pode livre ser, gentil Senhora…
- Quem vê, Senhora, claro e manifesto…
- Se as penas com que Amor tão mal me trata…
- Se tanta pena tenho merecida…
- Sete anos de pastor Jacob servia…
- Tanto de meu estado me acho incerto…
- Tempo é já que minha confiança…
- Todo o animal da calma repousava…
- Tomava Daliana por vingança…
- Tomou-me vossa vista soberana…
- Transforma-se o amador na cousa amada…
- Um mover d'olhos, brando e piadoso…
- Vossos olhos, Senhora, que competem…

Certains sonnets ont été traduits en français :
- Luís de Camões (trad. Maryvonne Boudoy et Anne-Marie Quint), Sonnets de Camões (recueil bilingue), Paris, Chandeigne, coll. « Bibliothèque Lusitane », 2011 (ISBN 978-2-915540-82-6).

## Hommages
- Un monument lui a été érigé à Lisbonne en 1856.
- Il y a également un monument à sa mémoire à Paris, érigé en 1987 et sculpté par Clara Menerès, avenue de Camoëns, à l'angle du boulevard Delessert,  dans le 16e arrondissement.
- Une statue à son effigie se trouve sur l'île de Mozambique, face au canal du Mozambique et non loin de la maison où il aurait vécu durant son séjour sur l'île.
- Camoëns est le héros d’une épopée d’Almeida Garrett, 1825, et d’une nouvelle de Ludwig Tieck.
- João Domingos Bomtempo a composé un requiem en son hommage.
- Institut Camões, un institut public créé en 1992 dans le but de promouvoir la langue et la culture portugaises à l’étranger.
- Le prix Camões, prix littéraire le plus important du monde lusophone, créé en 1989.

## Source partielle
- Marie-Nicolas Bouillet  et Alexis Chassang (dir.), « Luís de Camões » dans Dictionnaire universel d’histoire et de géographie, 1878 (lire sur Wikisource)